# イヴァン・グロハル
イヴァン・グロハル（Ivan Grohar 、1867年6月15日 - 1911年4月19日）はスロベニアの画家である。

## 略歴
スロベニア、ゴレンスカ地方のSpodnja Soricaの農家で生まれた。1892年から1895年の間、グラーツの宗教画の学校で学んだ後、1895年の秋にミュンヘンに移り、美術館で巨匠の作品を模写して修行した。1897年の夏、スロベニアに戻り、シュコーフィア・ロカにスタジオを開いた。シュコーフィア・ロカで画家のリハルド・ヤコピッチと知り合い、ミュンヘンでの修業を続けるように勧められ、リュブリャナなどで肖像画を描いて資金を貯めて、ミュンヘンのアントン・アズベの美術学校で1897年から1899年まで学んだ 。
アズべから印象派の絵画のスタイルを学び、スロベニアに戻り、1903年にはウィーンでスタジオを借り、1904年に他のスロベニア人画家、ヤコピッチ、マテイ・ステルネン、マティヤ・ヤーマ、フェルド・ヴェセルと展覧会を開いた。
その後、スロベニアに戻って活動し、新印象派のスタイルの作品も描いた。結核に患っていて1911年に43歳で死去した。
2007年から発行されたスロベニアの5セントコインのデザインにグロハルの作品『種撒く人』のデザインが採用された。

## 作品

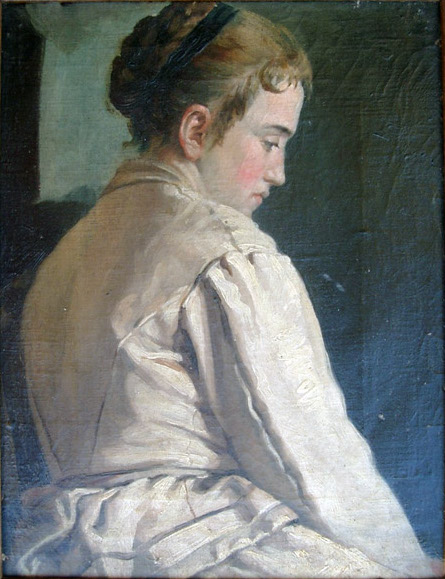
Deklica (c.1893)
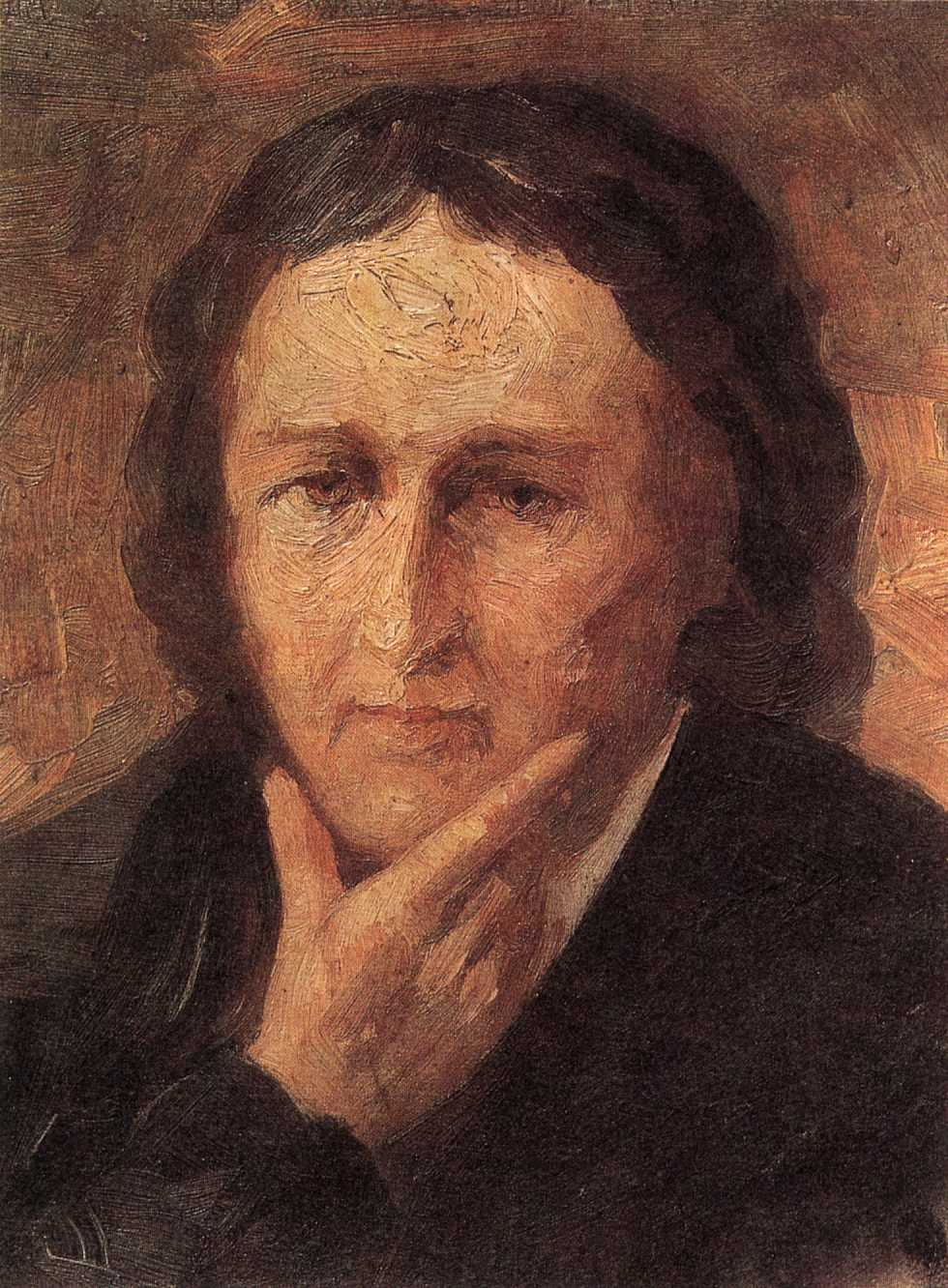
フランスの農民 (c.1900)
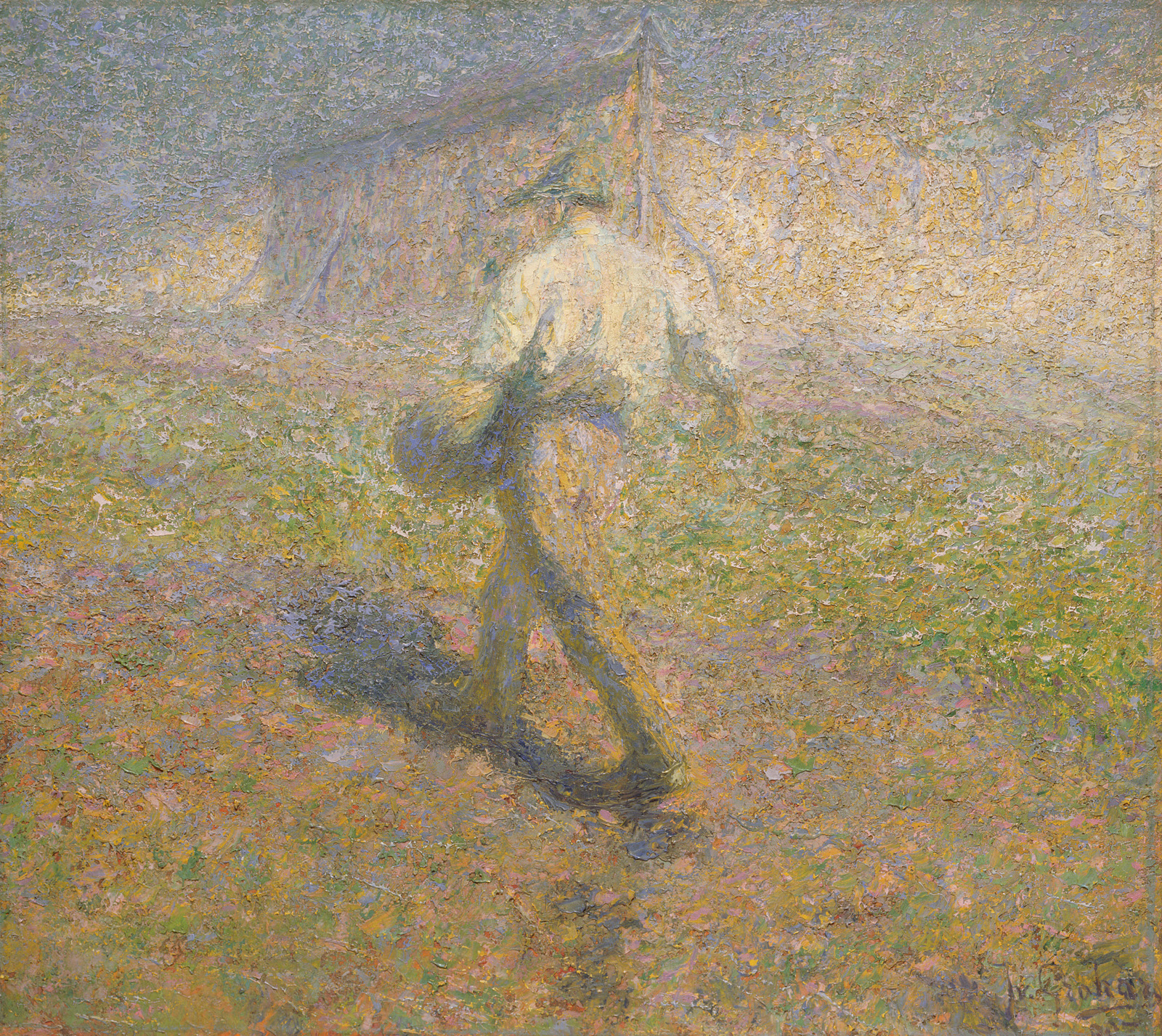
種撒く人 (1907)
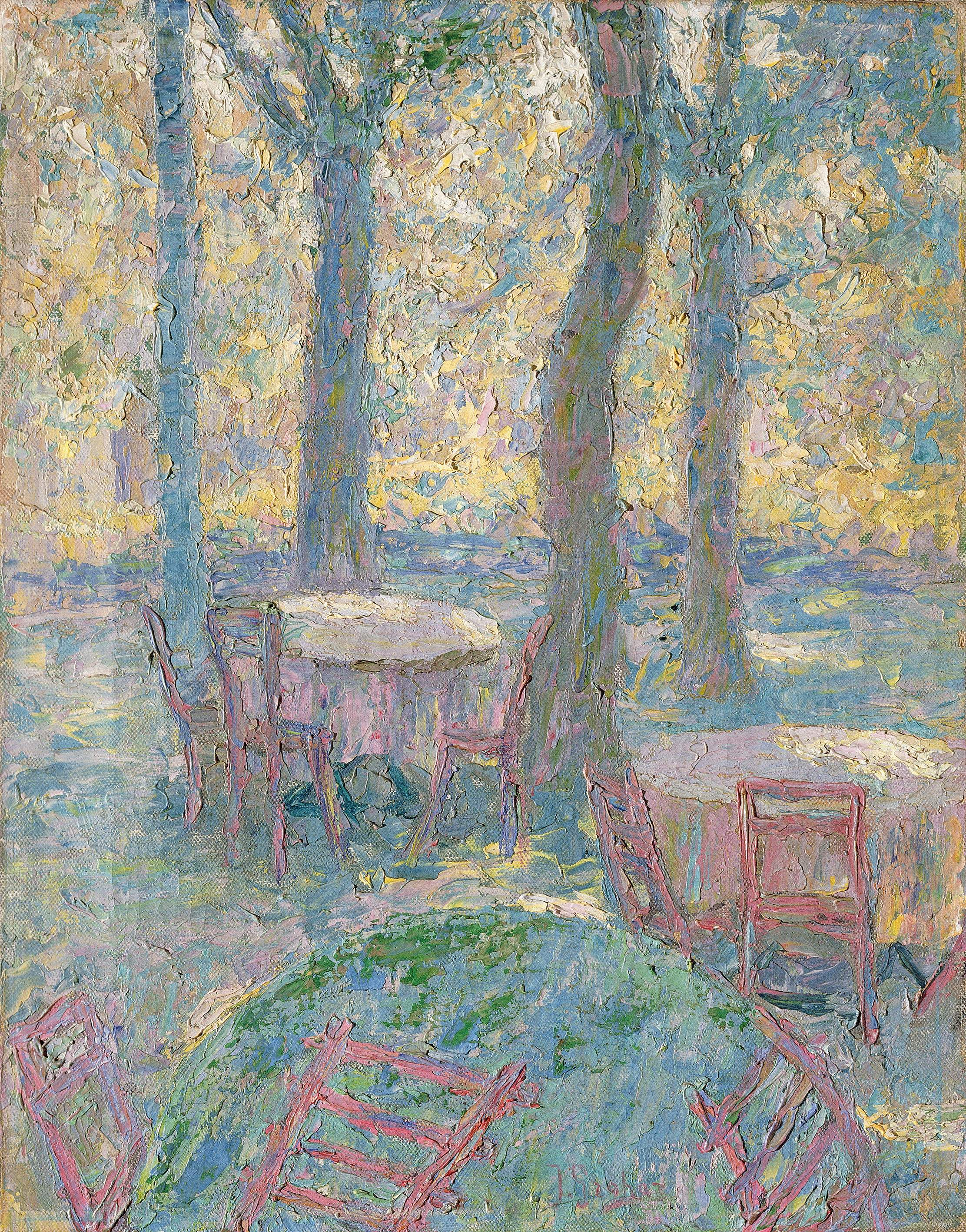
(1907)
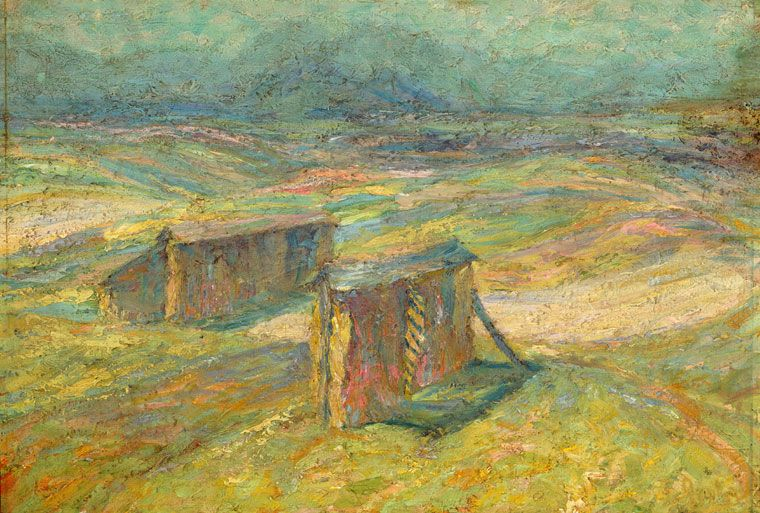
(1908)
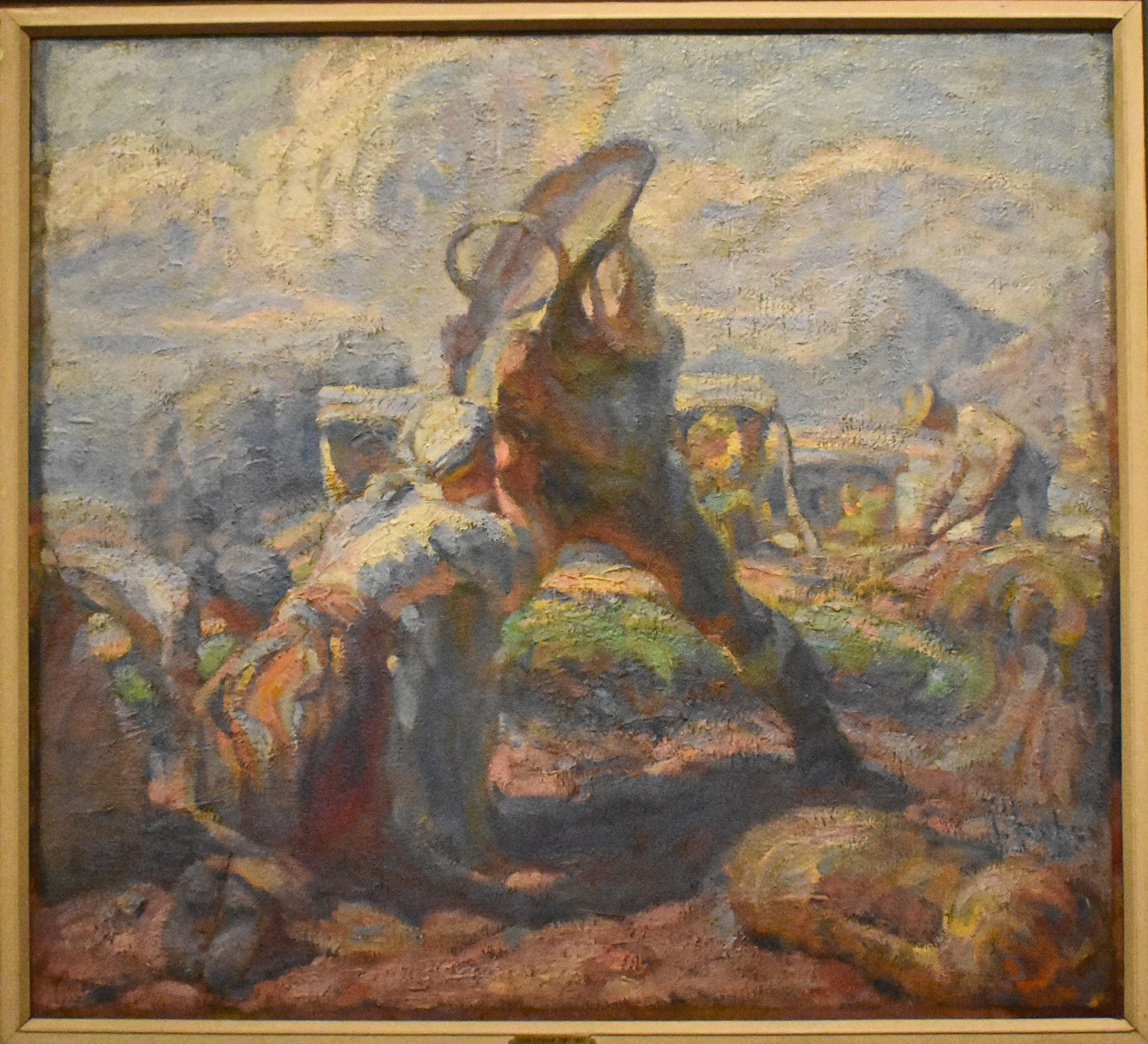
ジャガイモの収穫 (1909)
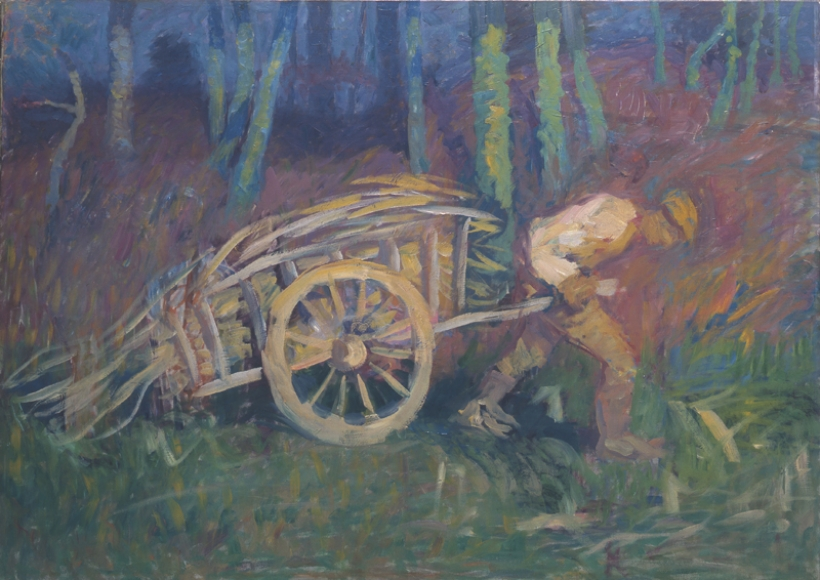
荷車を引く男 (1910)
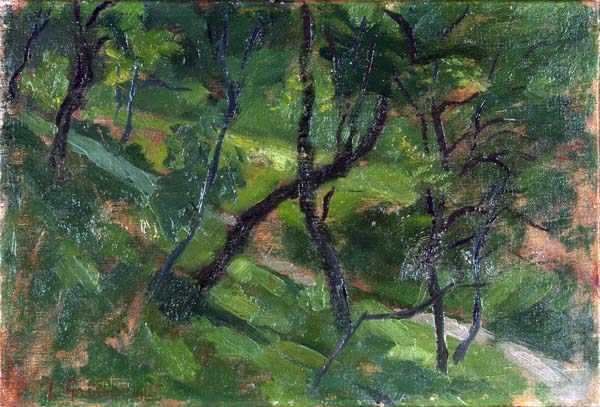
(1911)